# Lurano
Lurano é uma comuna italiana da região da Lombardia, província de Bérgamo, com cerca de 2.093 habitantes. Estende-se por uma área de 3 km², tendo uma densidade populacional de 698 hab/km². Faz fronteira com Arcene, Brignano Gera d'Adda, Castel Rozzone, Pognano, Spirano.

## Demografia
| Variação demográfica do município entre 1861 e 2011                               |
|                                                                                   |
| Fonte: Istituto Nazionale di Statistica (ISTAT) - Elaboração gráfica da Wikipedia |